# Lasse Seidel
Lasse Seidel (* 11. Mai 1993 in Hattingen) ist ein deutscher Handballspieler, der für die HSG Nordhorn-Lingen auf der linken Außenposition spielt.

## Karriere
Seidel begann seine Handballkarriere im Jahr 1999. Damals noch im Rückraum eingesetzt, kam er 2008 vom TuS Blankenstein in die B-Jugend des TUSEM Essen. In der Saison 2011/12 rückte er als A-Jugendlicher durch die Verletzung von Felix Handschke in die Startformation der ersten Mannschaft in der 2. Handball-Bundesliga. Mit dem TUSEM stieg Seidel 2012 in die Handball-Bundesliga auf, in der ihm als Stammspieler in der Saison 2012/13 in 31 Spielen 65 Treffer gelangen.
Im Frühjahr 2013 verlängerte der Linksaußen seinen Vertrag in Essen bis 2016. Im Sommer 2016 schloss er sich der HSG Nordhorn-Lingen an.